# Futbol'nyj Klub SKA-Chabarovsk
Il Futbol'nyj Klub SKA-Chabarovsk (in russo Футбольный клуб «СКА-Хабаровск»?) è una società calcistica russa con sede nella città di Chabarovsk.  Milita nella Pervaja Liga, la seconda divisione del campionato russo di calcio.
Ha partecipato a un campionato di Prem'er-Liga, massima serie nazionale russa, dopo aver ottenuto la promozione al termine della stagione 2016-2017.

## Storia

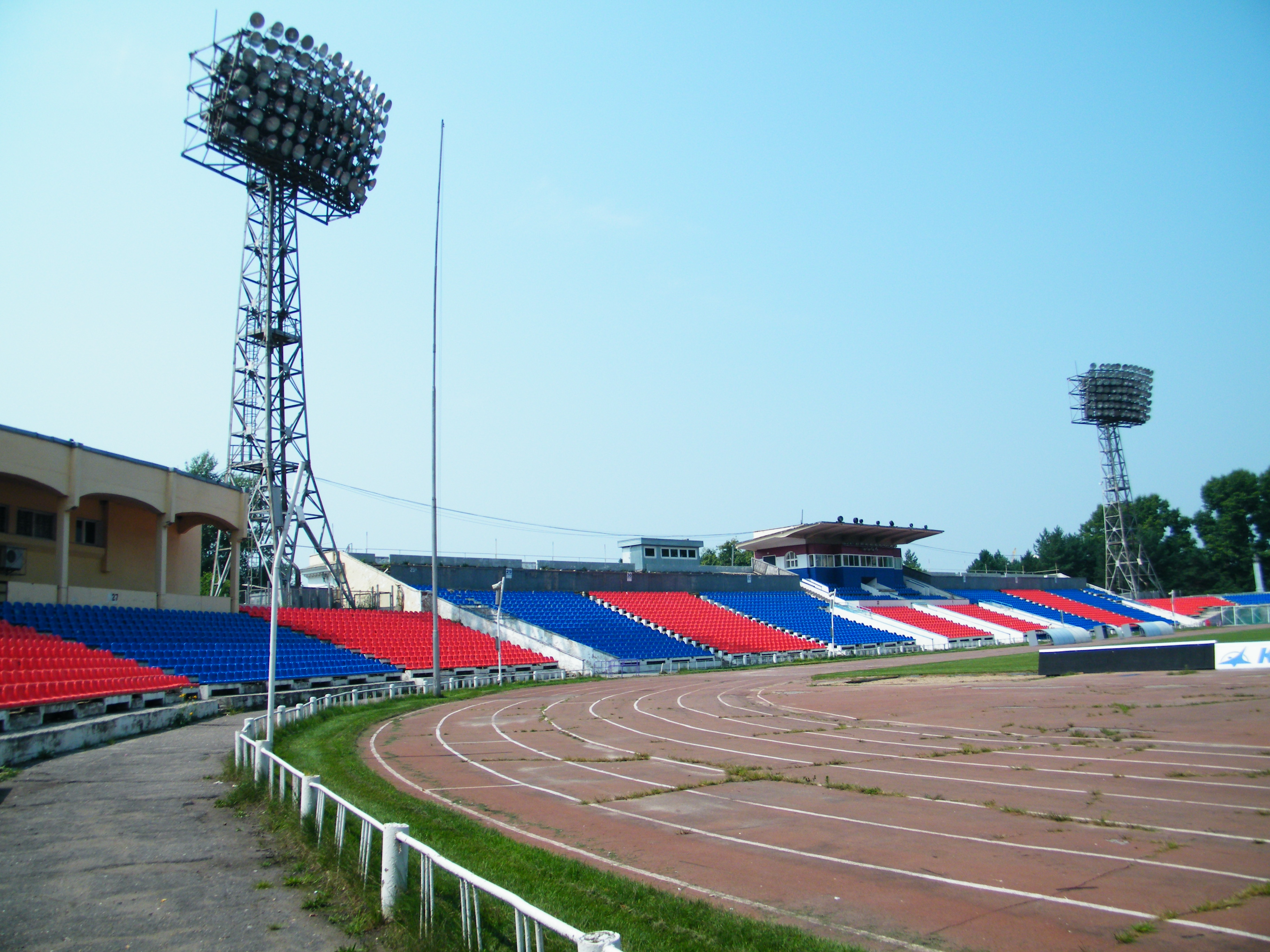
Stadio Lenin a Chabarovsk.

La squadra fu fondata nel 1946 con il nome di DKA. Nel corso degli anni cinquanta cambiò varie volte denominazione, finché nel 1960 assume la denominazione di SKA. Nel 1957, dopo aver partecipato a campionati minori, entrò a far parte del campionato sovietico di calcio venendo iscritto alla Klass B, la seconda serie.
Nel corso degli anni ha alternato periodi nel secondo livello del campionato sovietico a periodi nel terzo livello, retrocedendo in quarta serie al termine della stagione 1989. Nel 1980 raggiunse il miglior risultato nella propria partecipazione al campionato sovietico, giungendo sesto nel campionato di Pervaja Liga, la seconda divisione.
Nel 1992 lo SKA entrò a far parte del neo-costituito campionato russo prendendo parte al girone est della Pervaja liga, seconda serie nazionale. Nel 1993 venne retrocesso in Vtoraja Liga e nel 1999 cambiò denominazione in SKA-Ėnergija. Nel 2001 vinse prima il raggruppamento est della terza serie e poi superò l'Uralmaš nei play-off, guadagnando la promozione in Pervyj divizion.
Nel quindicennio successivo ha partecipato alla seconda serie nazionale, che nel 2011 è stata rinominata Pervenstvo Futbol'noj Nacional'noj Ligi, raggiungendo come miglior risultato un quarto posto finale nelle stagioni 2012-2013 e 2016-2017. In entrambe le occasioni ha partecipato ai play-off per la promozione in Prem'er-Liga. Nel 2013 è stato sconfitto dal Rostov, perdendo per 0-1 la gara di andata in casa e per 0-2 la gara di ritorno. Il 1º giugno 2016 ha cambiato denominazione in SKA-Chabarovsk.
Nel 2017 ha superato dopo i tiri di rigore l'Orenburg nel play-off, ottenendo così la promozione in Prem'er-Liga per la prima volta nella sua storia. La permanenza in massima serie è durata una sola stagione, al termine della quale il club è retrocesso a causa dell'ultimo posto, con soli 13 punti ottenuti (appena due le gare vinte).

## Palmarès

### Competizioni nazionali
- Vtoraja Liga: 1

1979
- Vtoroj divizion: 1

2001

### Altri piazzamenti
- PFN Ligi:

Vittoria play-off: 2016-2017

## Organico

### Rosa 2019-2020
Rosa e numeri come da sito ufficiale.
| N. |                     | Ruolo | Calciatore           |
| -- | ------------------- | ----- | -------------------- |
| 1  | Russia (bandiera)   | P     | Vladislav Soromytjko |
| 3  | Russia (bandiera)   | D     | Nikolai Zaytsev      |
| 5  | Russia (bandiera)   | D     | Magomed Ėl'murzaev   |
| 7  | Russia (bandiera)   | C     | Adlan Kacaev         |
| 8  | Russia (bandiera)   | C     | Artemi Maleyev       |
| 10 | Russia (bandiera)   | C     | Vladislav Nikiforov  |
| 11 | Russia (bandiera)   | A     | Ilya Kuzmichev       |
| 14 | Giappone (bandiera) | C     | Minori Satō          |
| 15 | Russia (bandiera)   | D     | Kirill Suslov        |
| 17 | Russia (bandiera)   | A     | Nikita Trifonov      |
| 19 | Russia (bandiera)   | A     | Vladislav Bragin     |
| 21 | Russia (bandiera)   | C     | Vladislav Kamilov    |
| 22 | Ucraina (bandiera)  | D     | Andrij Misčenko      |

| N. |                     | Ruolo | Calciatore           |
| -- | ------------------- | ----- | -------------------- |
| 33 | Russia (bandiera)   | D     | Irakli Kvekveskiri   |
| 34 | Russia (bandiera)   | C     | Leonid Vashchenko    |
| 70 | Russia (bandiera)   | C     | Ramazan Gadžimuradov |
| 71 | Russia (bandiera)   | A     | Konstantin Bazeljuk  |
| 77 | Moldavia (bandiera) | C     | Evgheni Oancea       |
| 79 | Russia (bandiera)   | C     | Aleksey Shalygin     |
| 88 | Russia (bandiera)   | P     | Georgiy Kyrnats      |
| 90 | Russia (bandiera)   | D     | Semyon Matviychuk    |
| 96 | Russia (bandiera)   | P     | Igor' Obuchov        |
| 97 | Russia (bandiera)   | D     | Grigori Trufanov     |
| 98 | Russia (bandiera)   | C     | Vitali Gorulyov      |
|    | Russia (bandiera)   | D     | Roman Manuylov       |

### Rosa 2017-2018
| N. |                      | Ruolo | Calciatore          |
| -- | -------------------- | ----- | ------------------- |
| 1  | Russia (bandiera)    | P     | Aleksandr Dovbnja   |
| 2  | Russia (bandiera)    | D     | Sergej Makarov      |
| 3  | Russia (bandiera)    | D     | Ismail Yediev       |
| 5  | Russia (bandiera)    | D     | Aleksandr Putsko    |
| 6  | Russia (bandiera)    | C     | Pavel Karasyov      |
| 7  | Argentina (bandiera) | A     | Alejandro Barbaro   |
| 9  | Armenia (bandiera)   | C     | Ruslan Korjan       |
| 10 | Russia (bandiera)    | C     | Vladislav Nikiforov |
| 11 | Serbia (bandiera)    | A     | Miroslav Marković   |
| 13 | Russia (bandiera)    | D     | Aleksandr Dimidko   |
| 14 | Russia (bandiera)    | D     | Dmitrij Bogaev      |
| 15 | Russia (bandiera)    | C     | Evgenij Baljajkin   |
| 17 | Russia (bandiera)    | A     | Dmitri Kabutov      |

| N. |                    | Ruolo | Calciatore           |
| -- | ------------------ | ----- | -------------------- |
| 19 | Ucraina (bandiera) | C     | Vitalij Fedotov      |
| 21 | Russia (bandiera)  | C     | Artyom Samsonov      |
| 26 | Russia (bandiera)  | D     | Aleksandr Čerevko    |
| 29 | Russia (bandiera)  | P     | Vladislav Soromytjko |
| 37 | Ucraina (bandiera) | D     | Dmytro Hryško        |
| 50 | Russia (bandiera)  | D     | Maksim Karpov        |
| 55 | Russia (bandiera)  | P     | Aleksandr Krivoručko |
| 77 | Russia (bandiera)  | C     | Konstantin Savičev   |
| 78 | Russia (bandiera)  | C     | Nikolaj Kalinskij    |
| 87 | Russia (bandiera)  | C     | Maksim Kazankov      |
| 88 | Georgia (bandiera) | D     | Giorgi Navalovsk'i   |
| 96 | Russia (bandiera)  | A     | Aleksandr Maksimenko |